# Ivan Dvornyj
Ivan Vasil'evič Dvornyj (in russo Иван Васильевич Дворный?; Leningrado, 5 gennaio 1952 – Omsk, 21 settembre 2015) è stato un cestista sovietico.

## Carriera
Nella Nazionale di pallacanestro dell'Unione Sovietica vinse la medaglia d'oro alle Olimpiadi di Monaco di Baviera del 1972 in una famosa finale contro gli Stati Uniti d'America, anche se in quella gara non scese in campo.
Muore nel settembre del 2015 per un cancro a 63 anni.

## Palmarès
- Coppa delle Coppe: 1

Spartak Leningrado: 1972-73